# Jacopo da Pietrasanta

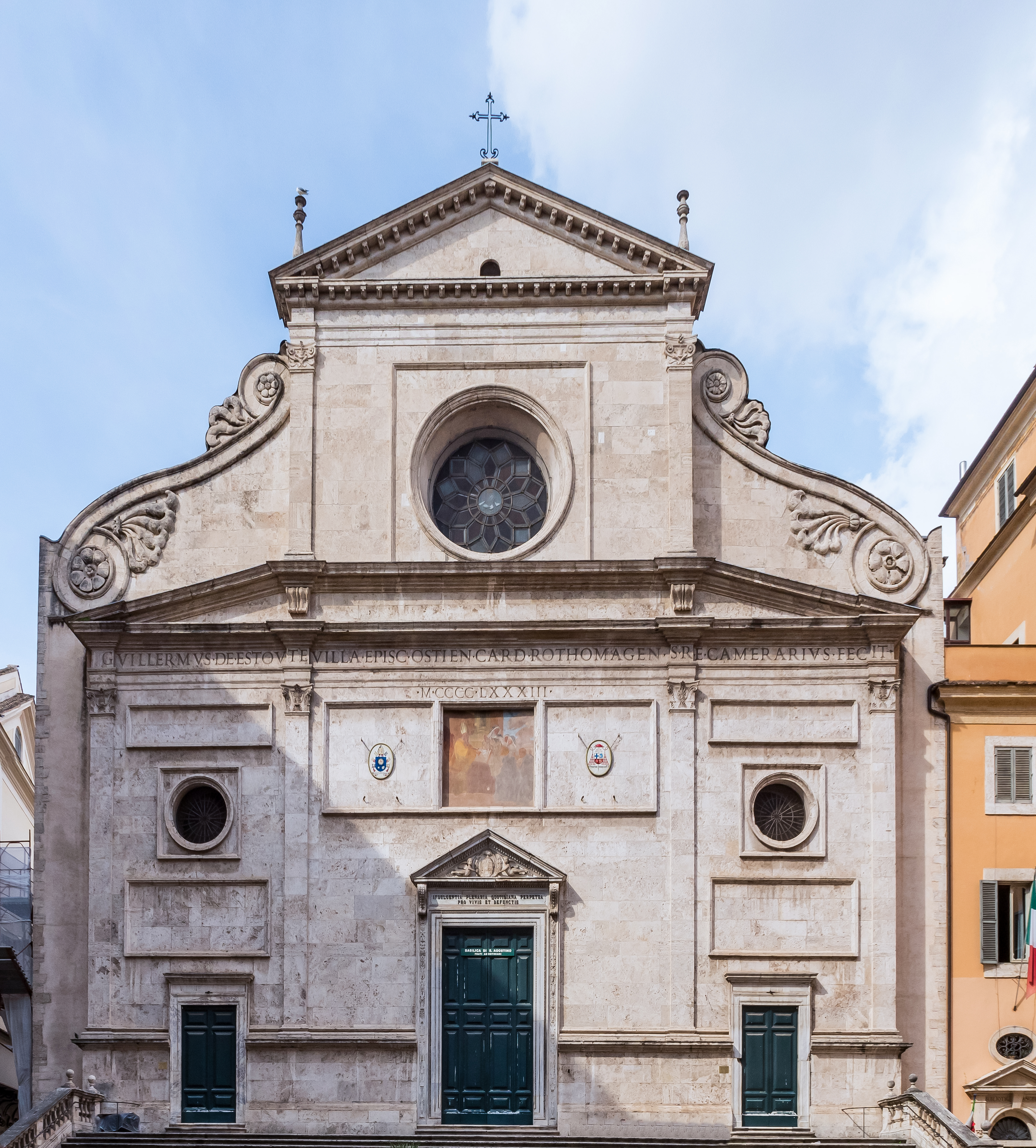
Sant'Agostino

Giàcomo da Pietrasanta ou Jacopo da Pietrasanta (m. c. 1495) foi um arquiteto ativo em Roma a partir de 1452 e um dos primeiros representantes da arquitetura renascentista na cidade. Dirigiu a construção da igreja de San Marco e do Palazzo Venezia (1455) e da execução da lógia da benção da Basílica de São Pedro (1463). É famoso por ter sido o arquiteto de Sant'Agostino, em Roma.